# Plaza de España (metrostation)
Plaza de España is een metrostation in Madrid, Spanje dat op 15 juli 1941 werd geopend. 

## Geschiedenis
Op 15 juli 1941 werd het station geopend als onderdeel van de verlenging van lijn 3 ten noorden van Sol naar Argüelles. In 1947 lag er een plan van de gemeente Madrid om, buiten het metrobedrijf om, een voorstadslijn, de zogeheten F.C. Suburbano de Carabanchel a Chamartín de la Rosa (FCS), aan te leggen  tussen de stad en de zuidelijke voorstad Carabanchel. Omdat het project de draagkracht van de gemeente te boven ging nam de Staat het over en kwam het eindpunt in de stad bij de Plaza de España in plaats van bij Chamartin.  De FCS kreeg dezelfde spoorwijdte als de metro maar de perrons van de lijn waren 90 meter lang, terwijl die van de metro oorspronkelijk 60 meter lang waren. Zoals de meeste stations van de FCS werd ook bij Plaza de España de perronindeling volgens de Spaanse methode toegepast. Op 4 februari 1961werd de FCS geopend door Francisco Franco waarmee het station het overstappunt werd tussen metro en FCS.
Plaza de España bleef een eindpunt van de FCS tot 18 december 1981, toen de FCS onderdeel van de metro werd onder lijnnummer 10. Op dezelfde dag werd de lijn onder de binnenstad doorgetrokken tot Alonso Martínez. Aan de andere kant van de Plaza de España liep de FCS door een tunnel onder het Estación del Norte en de Manzanares zonder te stoppen bij het Estación del Norte. Dit station werd in 1993 gesloten en vervolgens grondig verbouwd. Onderdeel van de verbouwing was de aanleg van twee eilandperrons voor de metro waar lijn 10 over de buitenste sporen rijdt. Het Estación del Norte werd op 10 mei 1995 heropend als Príncipe Pío, tegelijk met het sluitstuk van metrolijn 6 die over de binnenste metrosporen rijdt. De aansluiting van de bestaande sporen en tunnels van lijn 10 op de nieuwe eilandperrons was op 26 december 1996 gereed en sindsdien is Príncipe Pío, in plaats van Lago, het volgende station ten zuiden van Plaza de España. In 2002 werd lijn 10 over de volle lengte geschikt gemaakt voor groot-profielmaterieel, hetgeen betekende dat het eilandperron verviel en de zijperrons werden verbreed.      

## Ligging en inrichting
Het station ligt tussen de wijken Argüelles (district Moncloa-Aravaca), Universidad en Palacio (district Centro). Het wordt bediend door de metrolijnen 3 en 10, en voor overstappers is het via een reizigerstunnel verbonden met station Noviciado aan lijn 2.  De perrons van lijn 3 liggen onder de Calle de la Princesa, die van lijn 10 liggen een niveau lager onder Calle de los Reyes. De toegangen liggen rond het kruispunt van beide straten in de zuidoosthoek van het gelijknamige plein. Op het plein zelf is nog een toegang met een lift waarmee de zijperrons van lijn 3 ook bereikbaar zijn voor rolstoelgebruikers. De reizigerstunnel naar Noviciado sluit aan op de oostkop van de zijperrons van lijn 10. Via een lift die bij de Plaza del Conde de Toreno toegang biedt tot de reizigerstunnel zijn ook die perrons rolstoeltoegankelijk. Sinds 5 december 2020 zijn de ruitvormige metrologo's boven de ingangen voorzien van de kleuren van de nationale vlag, als eerbetoon aan de Grondwet.

## Afbeeldingen

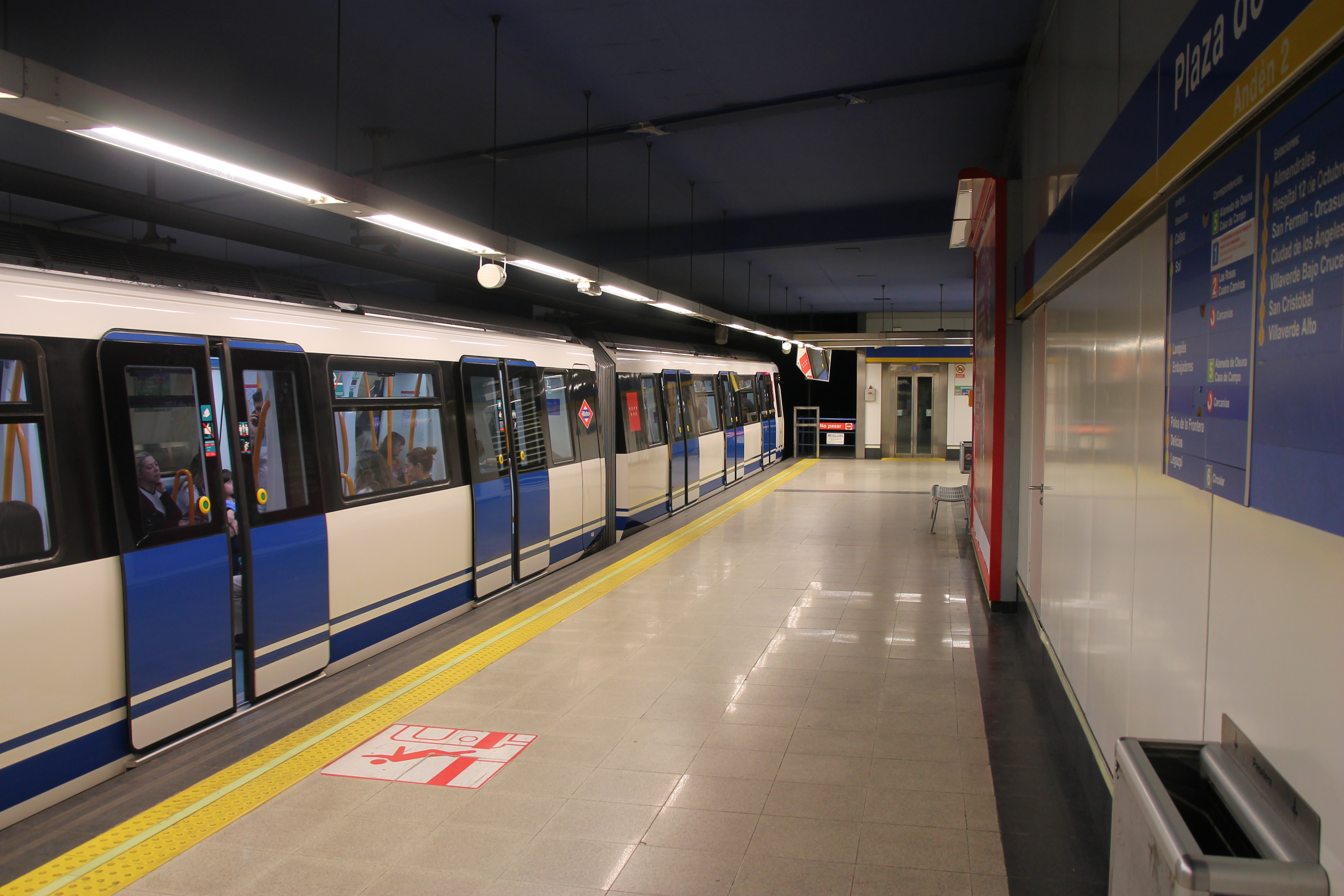
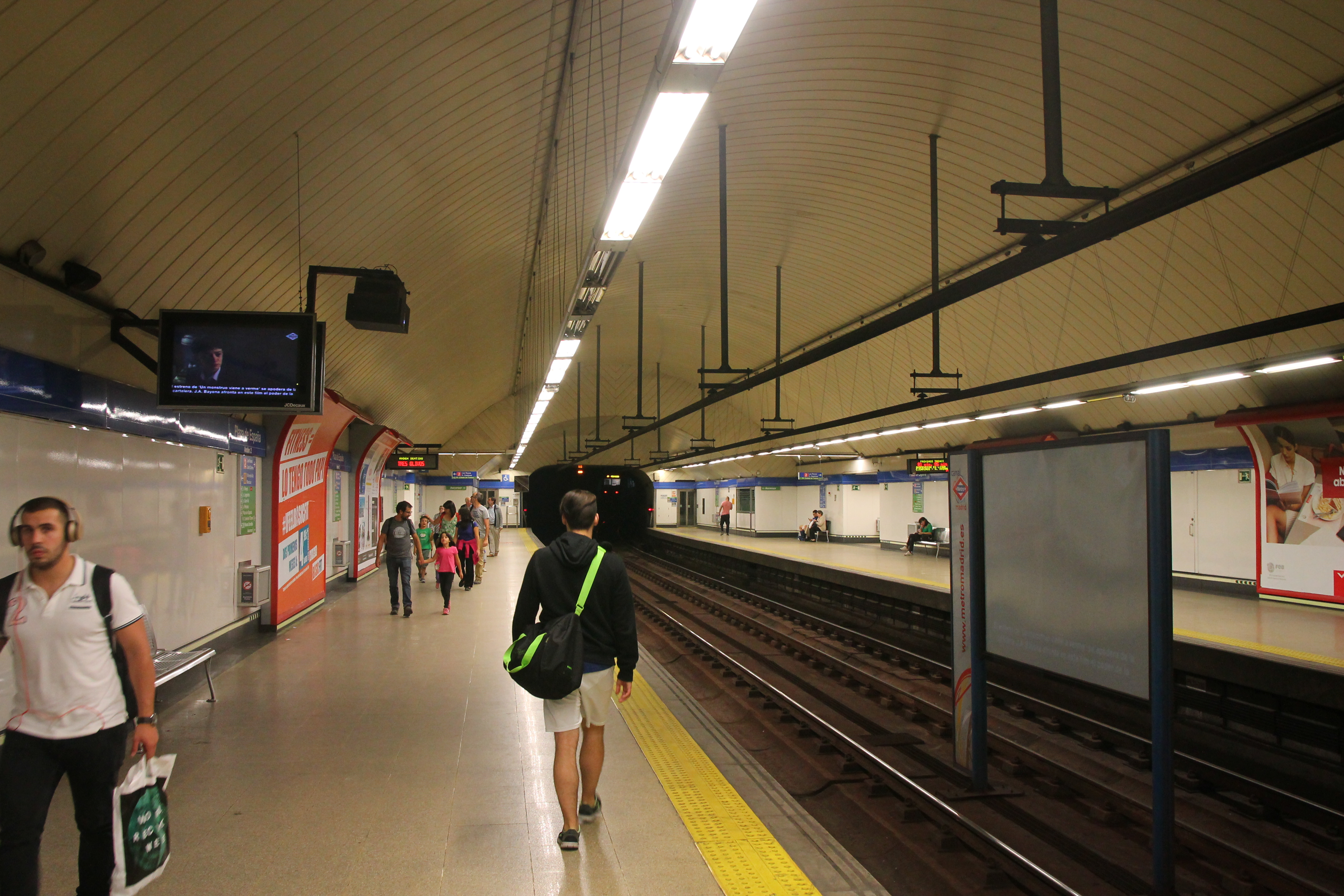
Ligging van de stations Plaza de España en Noviciado